# 1568

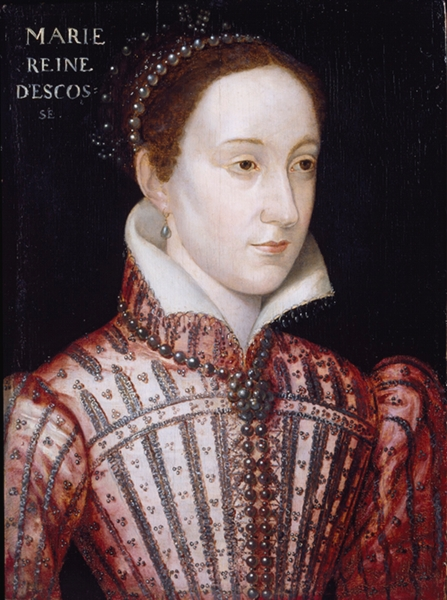
Maria I van Schotland (1560)

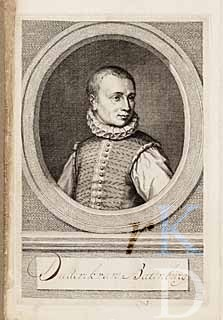
Dirk van Bronkhorst-Batenburg

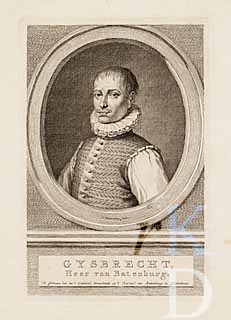
Gijsbert van Bronkhorst-Batenburg

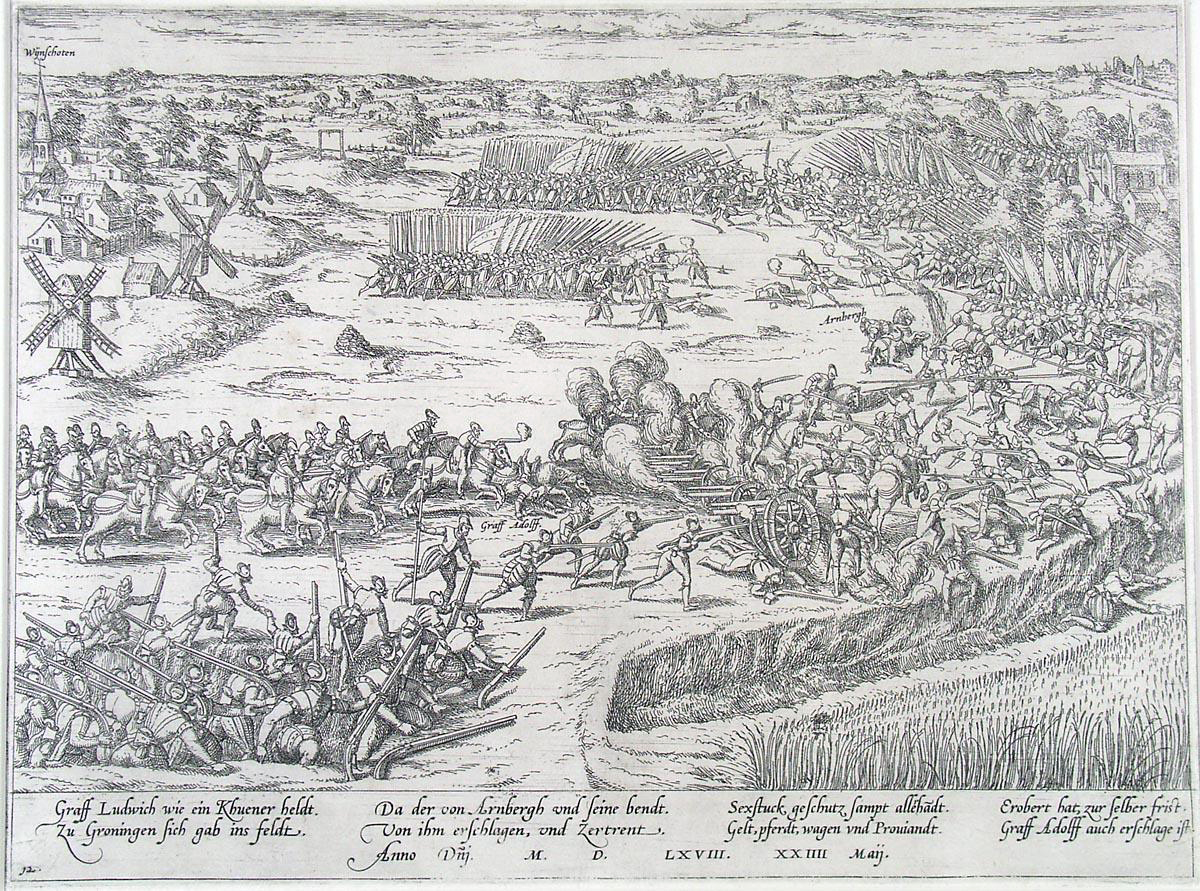
Slag bij Heiligerlee
(Tachtigjarige Oorlog)

Het jaar 1568 is het 68e jaar in de 16e eeuw volgens de christelijke jaartelling.

## Gebeurtenissen
januari
- 11 - Een groep bosgeuzen  gijzelt de pastoor, de onderpastoor en de koster van Reningelst. Ze plunderen de kerk en trekken beladen met de kerkschatten via Loker naar Dranouter, waar ze eveneens de pastoor gevangen nemen en de kerk in brand steken. De rooftocht gaat verder langs Kemmel, Nieuwkerke, Niepkerke en terug Nieuwkerke, waar het drietal uit Reningelst na een schijnproces wordt verminkt en geëxecuteerd.
- 27 - Opnieuw houden Jan Camerlynck en zijn bosgeuzen een bloedige strooptocht door de Westhoek.

februari
- 28 - De hugenoten slaan het beleg voor Chartres.
- februari - Willem van Oranje stuurt de Brabantse jonker Jerome Tseraerts naar Engeland om zijn zaak te bepleiten bij koningin Elizabeth.
- De Spaanse ontdekkingsreiziger Álvaro de Mendaña de Neira landt op zoek naar het Terra Australis op het latergeheten Santa Isabel, en ontdekt daarmee de Salomonseilanden.

maart
- 15 - De hugenoten moeten het Beleg van Chartres opgeven.
- 23 - De Vrede van Longjumeau maakt een tijdelijk einde aan de Hugenotenoorlogen.
- 24 - De Spaanse regeringsadviseur Diego Espinosa y Arévalo wordt tot kardinaal gewijd. Hij zal bij afwezigheid van koning Filips II van Spanje optreden als regent.

april
- 25 - De Slag bij Dalheim nabij Roermond loopt uit op een nederlaag van de opstandelingen, en de aanvoerder Jan van Montigny wordt gearresteerd.
- Willem van Oranje zet de militaire aanval in met een bevrijdingsleger van huurlingen (Oranjes eerste invasie).

mei
- Bij Herkenbosch: begin van de Tachtigjarige Oorlog.
- 13 - Mary Stuart ("Queen of Scots") moet vluchten naar Engeland: daar aangekomen wordt zij op last van koningin Elizabeth I gearresteerd (16 mei).
- 20 - Jasper Adriaensz. wegens beeldenstormerij uit Den Haag verbannen.
- 23 - Slag bij Heiligerlee met Lodewijk van Nassau; Adolf van Nassau sneuvelt, alsook de koningsgezinde aanvoerder Arenberg.
- 28 - Alva verbant prins Willem van Oranje.

juni
- 1 - Alva laat achttien Nederlandse edelen in Brussel onthoofden. Hieronder ook Dirk van Bronkhorst-Batenburg en zijn broer Gijsbert van Bronkhorst-Batenburg.
- 2 - Jan van Montigny, de aanvoerder van Dalheim, wordt op de Grote Markt van Brussel onthoofd.
- 5 - Onthoofding van Egmont en Horne te Brussel, op grond van majesteitsschennis.
- 11 - De katholieke hertog Hendrik II van Brunswijk-Wolfenbüttel sterft en wordt opgevolgd door zijn protestantse zoon Julius van Brunswijk-Wolfenbüttel. Deze zoekt direct aansluiting bij het Schmalkaldisch Verbond.
- 24 - Willem van Oranje stuurt twee andere vluchtelingen, Pieter Adriaansz. van der Werff en Adriaan van Swieten, naar Holland om een opstand voor te bereiden.

juli
- 10 - Zeeslag op de Eems: de Watergeuzen verslaan de Hollands-Spaanse vloot onder Francois van Boshuizen.
- 21 - In de Slag bij Jemmingen wordt Lodewijk van Nassau verslagen door Caspar de Robles en Alva.
- 23 - Alva rukt Groningen binnen.
- juli - Paus Pius V publiceert een nieuwe versie van het brevier.

september
- 24 - De oud-burgemeester van Antwerpen, Antoon van Stralen, wordt, na veroordeling door de Raad van Beroerten, onthoofd in het kasteel van Vilvoorde.
- 29 - Het Engels College aan de Universiteit van Dowaai begint definitief vorm te krijgen als kardinaal William Allen op Sint-Michaelsdag een huis huurt in Dowaai met zes initiële studenten.

oktober
- Mislukte veldtocht onder leiding van Willem van Oranje (Slag bij Geldenaken).

zonder datum
- Door het plaatsen van een sierlijk torentje op de gespaarde minaret van de moskee van Sevilla (Spanje), wordt de moskee definitief een kathedraal. Het uiterlijk van de toren (Giralda) met zijn islamitische dooreengevlochten bogen verraadt echter zijn Oosterse oorsprong.
- De Spanjaard Álvaro de Mendaña de Neira ontdekt de eilandengroep Tuvalu.

## Beeldende kunst

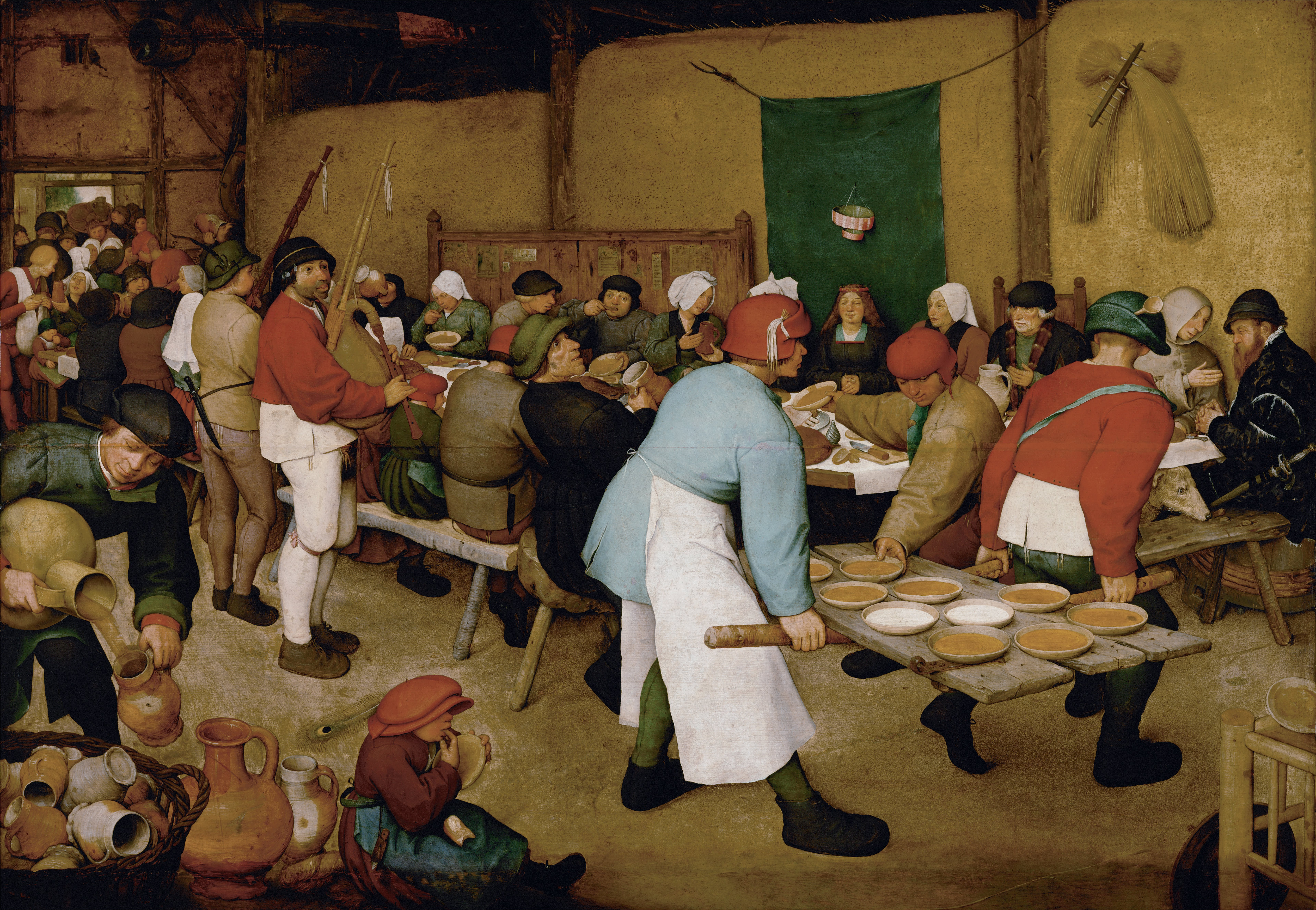
De Boerenbruiloft (1568) Pieter Bruegel de Oude, Kunsthistorisches Museum, Wenen

## Bouwkunst

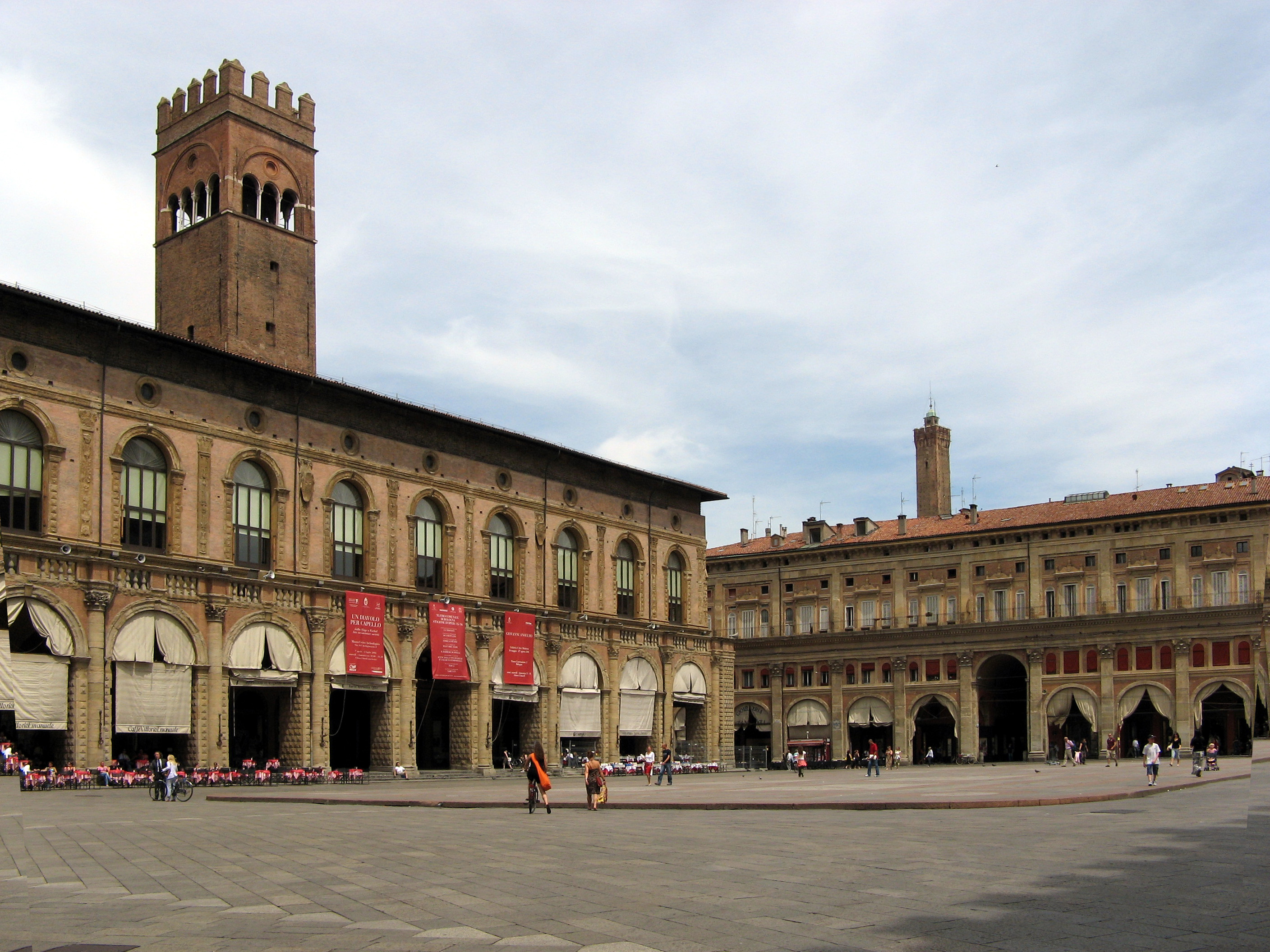
Palazzo dei Banchi, Bologna (1568)

## Geboren
april
- 5 - Maffeo Barberini, op 6 augustus 1623 benoemd als Paus Urbanus VIII

september
- 3 - Adriano Banchieri, Italiaanse componist en organist (gestorven in 1634)

exacte datum onbekend
- Pieter Both, Nederlands bestuurder: eerste gouverneur-generaal van Nederlands-Indië (overleden 1615)
- Jan Brueghel de Oude, Vlaams kunstschilder (overleden 1625)

## Overleden
januari
- 11 - Balthasar van Nassau-Idstein (47), graaf van Nassau-Idstein

mei
- 23 - Jan van Ligne (~43), Nederlands militair
- 23 - Adolf van Nassau sneuvelt in de Slag bij Heiligerlee

juni
- 1 - Gijsbert van Bronkhorst-Batenburg - Heer van Stein (Limburg) - wordt op last van Alva te Brussel onthoofd
- 1 - Dirk van Bronkhorst-Batenburg - Heer van Stein (Limburg) - wordt op last van Alva te Brussel onthoofd
- 3 - Andrés de Urdaneta, Spaanse frater en ontdekkingsreiziger
- 5 - Graaf Lamoraal van Egmont en graaf Horne worden op last van Alva te Brussel onthoofd wegens majesteitsschennis

oktober
- 4 - Jakob Arcadelt, een Nederlandse polyfonist uit het midden van de renaissance

onbekend
- Dirk Philips (64), Nederlands doopsgezind ouderling